# Zbrodnia w Niemilii

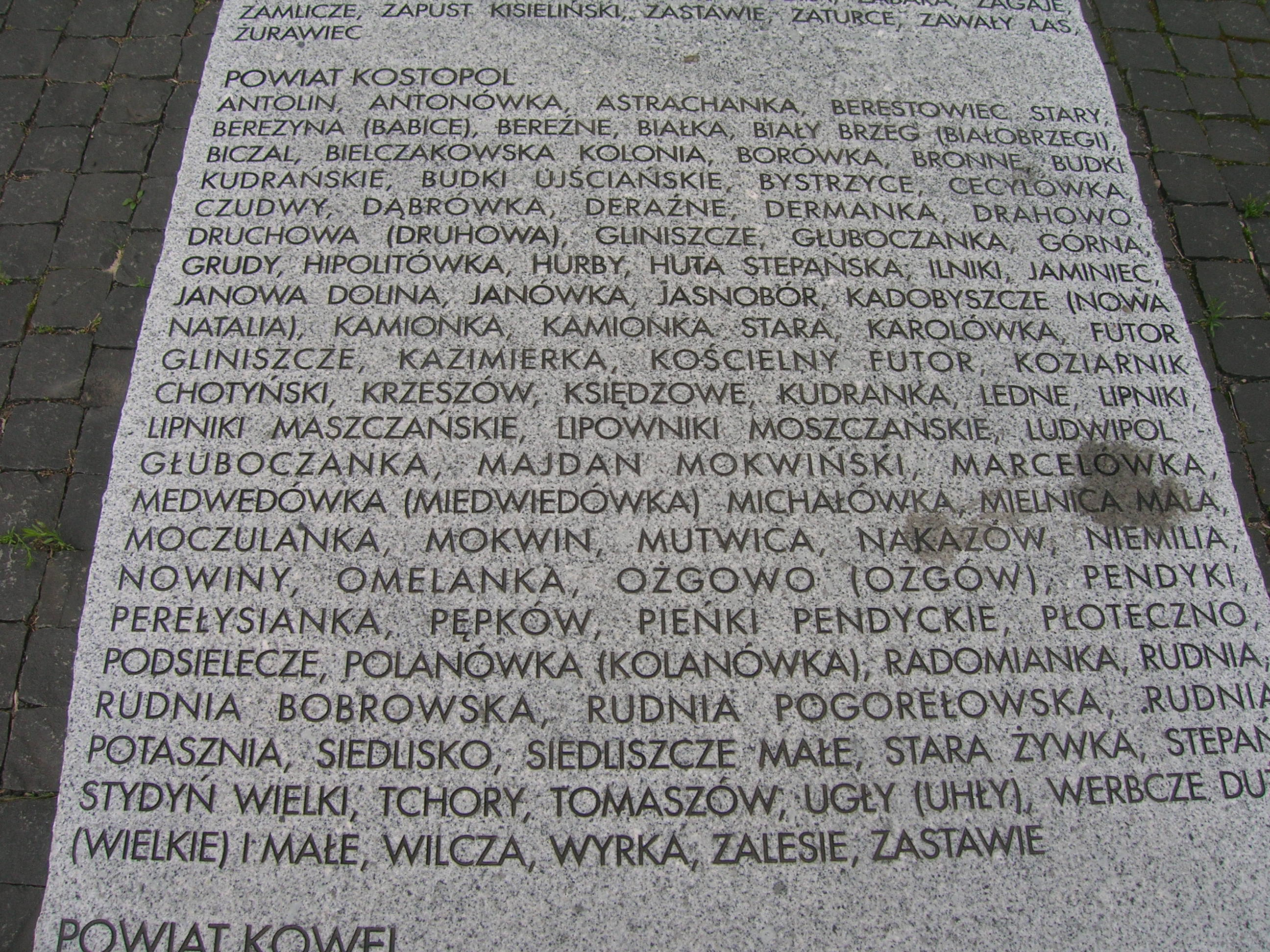
Tablica Pomnika ofiar zbrodni dokonanej na obywatelach polskich przez OUN-UPA wymieniająca Niemilię

Zbrodnia w Niemilii – zbrodnia we wsi Niemilia, w powiecie kostopolskim w dawnym województwie wołyńskim. Ofiarą zbrodni padło 126 Polaków. Sprawstwo zbrodni popełnionej 26 lub 27 maja 1943 r. nie zostało jednoznacznie rozstrzygnięte. Jako napastnicy wymieniani się członkowie Siczy Poleskiej lub też, co bardziej prawdopodobne, ze względu na inne popełnione na tym obszarze zbrodnie, UPA.

## Przed zbrodnią
W marcu 1943 z inicjatywy Leopolda Gardego ps. „Beskid”, członka konspiracji AK, została zorganizowana samoobrona. Liczyła ona 50 osób i posiadała kilka karabinów. Od końca marca Polacy przez 2 tygodnie udzielili gościny Ukraińcom z Bystrzyc, którzy uciekli ze swojej wsi przed spodziewaną pacyfikacją niemiecką.
W kwietniu 1943 w lesie upowcy zamordowali 17-letnią Jadwigę Kutasiewicz, listonoszkę.

## Zbrodnia
O świcie 26 lub 27 maja 1943 r. kilka uzbrojonych grup upowców wtargnęło do wsi. Wśród napastników rozpoznano wielu mieszkańców z okolicznych wsi z gminy Ludwipol. Napastnicy wdzierali się do domów zabijając swe ofiary siekierami, nożami i widłami. Próbujących uciekać lub bronić się zabijano z broni palnej. Po masakrze wieś ograbiono z dobytku i spalono około 51 zagród. Zaskoczona samoobrona nie stawiła żadnego zorganizowanego oporu, ocalał m.in. Mateusz Reszczyński, który widłami zabił 4 napastników i skrył się pod ciałami zabitych.
Następnego dnia z Bystrzyc przyjechali żandarmi niemieccy, pod osłoną których ewakuowano ocalonych. Rannym udzielono pomocy w Bystrzycach, a potem przewieziono do szpitala w Kostopolu. Większości ofiar, ze względu na stopień zmasakrowania zwłok, nie dało się zidentyfikować. Wszyscy zostali pochowani we wspólnej mogile koło posesji Franciszka Żygadły.

## Upamiętnienie ofiar
W latach 70. XX w. (lub około 1980 roku) mogiła została ogrodzona, obok ustawiono obelisk. Na pomniku widniał napis: „Tu pochowanych jest 170 mieszkańców wsi Niemilja rozstrzelanych przez Burżuazyjnych Nacjonalistów Ukraińskich w 1943 roku. Wieczna pamięć”. Został on później zniszczony, a obecnie na miejscu mogiły znajduje się jedynie kurhan pokryty trawą.